# Ifigenia od św. Mateusza
Ifigenia od św. Mateusza, właściwe Franciszka Maria Zuzanna de Gaillard de la Valdène, (fra.) Iphigénie de Saint-Matthieu (ur. 23 września 1761 w Bollène, zm. 7 lipca 1794 w  Orange) – błogosławiona Kościoła katolickiego, męczennica, ofiara prześladowań antykatolickich okresu francuskiej rewolucji, sakramentka.
Po wstąpieniu do miejscowego klasztoru sióstr sakramentek przyjęła imię Ifigenia od św. Mateusza.
W październiku 1792 roku władze rewolucyjne wydały rozporządzenie obligujące zakonnice do rozproszenia. Ifigenia od św. Mateusza przyłączyła się do utworzonej grupy sióstr odmawiających porzucenia stanu zakonnego, które po wynajęciu domu w Bollène dalej prowadziły ślubowane życie. Wobec uchwały konwentu o obowiązku złożenia przysięgi na cywilną konstytucję kleru ich odmowa spowodowała, że 22 kwietnia 1794 roku zostały aresztowanie. Po miesiącu przeniesiono je do Orange i tam na mocy wyroku wydanego przez nadzwyczajny trybunał rewolucyjny zostały ścięta na gilotynie. Ifigenia od św. Mateusza zginęła 7 lipca.
Dzienna rocznica śmierci jest dniem kiedy wspominana jest w Kościele katolickim, wspominana także w grupie Męczennic z Orange 9 lipca.
Ifigenia od św. Mateusza znalazła się w grupie 32 męczennic z Orange beatyfikowanych 10 maja 1925 przez papieża Piusa XI.